# Christina Lekka
Christina Lekka é uma modelo e rainha de beleza da Grécia que venceu o concurso Miss Internacional 1994. 

## Concursos de beleza

### Star Hellas
Ela venceu o título de "Ellinida" 1994  no concurso Star Hellas, o que lhe deu a chance de ir ao Miss Internacional. 

### Miss Internacional 1994
Derrotando outras 49 candidatas, Christina venceu o Miss Internacional 1994 em Ise, Japão, no dia 04 de setembro de 1994. 